# Ameerega hahneli
Ameerega hahneli es una especie de anfibio anuro de la familia Dendrobatidae.

## Distribución geográfica
Esta especie habita en Brasil, Guyana, Suriname, Guayana Francesa, sur de Venezuela, sureste de Colombia, este de Ecuador, este de Perú y norte de Bolivia a 400 m de altitud en la cuenca del Amazonas.

## Etimología
Esta especie lleva el nombre en honor a Paul Hahnel.

## Publicación original
- Boulenger, 1884 "1883" : On a Collection of Frogs from Yurimaguas, Huallaga River, Northern Peru. Proceedings of the Zoological Society of London, vol. 1883, n.º 4, p. 635-638[5]